# بولسواووو (استان سلیزیا سفلی)
بولسواووو (به لهستانی:  Bolesławów) یک روستا در لهستان است که در گمینا سترونگه شلانسکیه واقع شده‌است. بولسواووو ۲۵۰ نفر جمعیت دارد و ۵۹۵ متر بالاتر از سطح دریا واقع شده‌است.